# Nadzeja Astaptjuk
Nadzeja Mikalajeŭna Astaptjuk (belarusiska: Надзея Мікалаеўна Астапчук) född den 12 oktober 1980, är en belarusisk friidrottare som under 2000-talet varit en av de stora stjärnorna i den kvinnliga kulstötningen.

## Karriär
Nadzeja Astaptjuks genombrott kom när hon vid VM för juniorer 1998 vann guld. Hennes första framgång som senior kom när hon 2001 blev tvåa vid VM inomhus i Lissabon. Samma år blev hon sjua vid VM utomhus i Edmonton. Hon deltog vid EM i München 2002 där hennes 19,07 räckte till en femte plats.
Vid VM inomhus 2003 stötte hon 20,31 vilket innebar hennes andra silvermedalj. Vid VM utomhus samma år slutade hon även denna gång tvåa efter Svetlana Kriveljova. Året efter deltog hon vid Olympiska sommarspelen 2004 i Aten där hon hamnade precis utanför medaljplats, hennes 19,01 räckte till en fjärde plats.
Under 2005 blev hon både europamästare inomhus samt världsmästare utomhus efter en stöt på 20,51 i Helsingfors. Samma år noterade hon sitt personliga rekord på 21,09. Hon är med den stöten en av tre kvinnor på hela 2000-talet som stött längre än 21 meter (de andra är ryskan Larisa Pelesjenko och nyzeeländskan Valerie Vili).
Under 2006 blev hon tvåa vid EM i Göteborg efter landsmannen Natalja Michnevitsj. Vid VM i Osaka 2007 blev det åter en silvermedalj denna gång efter Vili.
Under 2008 deltog Astaptjuk vid VM inomhus i Valencia där hon slutade tvåa efter Vili. Vid Olympiska sommarspelen 2008 blev det en bronsmedalj efter en stöt på 19,86.
Hon deltog inte vid VM 2009 i Berlin, däremot avslutade hon friidrottsåret med att bli tvåa vid IAAF World Athletics Final 2009. Under 2010 noterade hon en stöt vid inomhustävlingar i Mogilev på hela 21,70. Samma år vann hon även guldet både vid inomhus-VM och vid utomhus-EM.
Astaptjuk tog guld vid Olympiska sommarspelen 2012 i London, men några dagar senare avslöjades hon med att ha lämnat ett positivt dopningstest för det anabola dopningspreparatet metenolon och förlorade därmed guldmedaljen.
Guldet gick istället till nyzeeländskan Valerie Adams.

## Personliga rekord
- Kulstötning - 21,09 meter från 2005 (inomhus 21,70 meter från 2010)